# Алфабет-Сити
А́лфабет-Си́ти (англ. Alphabet City; дословно: «Алфавитный город») — нейборхуд, входящий в состав более крупного нейборхуда Ист-Виллидж в Нижнем Манхэттене. К северу нейборхуд ограничен 23-й улицей и авеню C, на западе — магистралью ФДР, на юге — Хаустон-стрит и на востоке — авеню A:21.
Своё название нейборхуд получил по литерной годонимии местных авеню: A, B, C и D — характерной только для этой части Манхэттена.
В 1840-50-е годы здесь проживало множество немецких иммигрантов, а район именовался Маленькой Германией. С середины XIX века в районе начали селиться выходцы из Восточной Европы, а также ирландцы, итальянцы и евреи. После катастрофы парохода «Генерал Слокам» в 1904 году немецкое поселение нейборхуда практически сошло на нет. В XX веке район испытал приток поселенцев из Пуэрто-Рико. Алфабет-Сити долгое время пользовался дурной славой как иммигрантский район с дешёвым жильём. Так, в 1980-е годы на улицах Алфавитного города процветала торговля наркотиками и был в целом высок уровень преступности. Однако в 1990-е и 2000-е годы район подвергся процессу облагораживания и более не относится к числу неблагополучных. Здесь открылось множество новых ресторанов, баров и магазинов.
Одной из главных достопримечательностей Алфабет-Сити является Томпкинс-сквер-парк, а из основных культурных центров можно выделить Ньюйориканское поэтическое кафе.

## Этимология
По генеральному плану Манхэттена 1811 года на острове должно было быть проложено 16 улиц шириной 30 метров с севера на юг. По плану 12 авеню обозначались номерами, а 4 авеню, расположенных к востоку от Первой авеню, — литерой, соответственно: A, B и т. д.. В Мидтауне и далее на север участки авеню А со временем получили собственные названия: Бикман-Плейс, Саттон-Плейс, Йорк-авеню и Плезант-авеню; участок Авеню B в Йорквилле был переименован в Ист-Энд-авеню, хотя Паладино-авеню в Восточном Гарлеме по-прежнему обозначается как авеню B.
В газете The New York Times этот топоним впервые появился в редакционной статье 1984 года за авторством мэра Нью-Йорка Эда Коча. В ней он обращался к федеральному правительству с призывом помочь в борьбе с преступностью на улицах нейборхуда:

Нейборхуд, известный как Алфабет-Сити по своим литерным авеню, протянувшийся на восток от Первой авеню до Ист-Ривера, годами был поражён упорно неотступной чумой уличных наркодилеров, чей вызывающе открытый наркобизнес разрушил общественную жизнь нейборхуда.
Оригинальный текст (англ.)The neighborhood, known as Alphabet City because of its lettered avenues that run easterly from First Avenue to the river, has for years been occupied by a stubbornly persistent plague of street dealers in narcotics whose flagrantly open drug dealing has destroyed the community life of the neighborhood.

В более поздней статье того же года Times описывает нейборхуд под разными названиями:

Молодые художники ⟨…⟩ переезжают в даунтаун в нейборхуд, который называют по-разному: Алфабетленд, Алфабетвилл или Алфабет-Сити (авеню A, B, C и т. д. в манхэттенском Нижнем Ист-Сайде).
Оригинальный текст (англ.)Younger artists ⟨…⟩ are moving downtown to an area variously referred to as Alphabetland, Alphabetville, or Alphabet City (Avenues A, B, C and so forth on the Lower East Side of Manhattan).

## История

### Ранние годы
Территория нынешнего Алфабет-Сити изначально была заселена коренными американцами ленапе:8. Они проживали здесь непостоянно, приходя на рыбную ловлю летом и возвращаясь вглубь материка в холодные периоды года, чтобы там охотиться и заниматься земледелием:5–23. Манхэттен был куплен в 1626 году Петером Минёйтом из Голландской Вест-Индской компании, который занимал пост губернатора Новых Нидерландов. Пришедшие сюда в 1620-х годах голландцы основали колонию Новый Амстердам южнее нынешней Фултон-стрит. К северу же расположилось несколько небольших плантаций и крупных ферм. Вокруг них находилось несколько анклавов свободных или «полусвободных» выходцев из Африки, которые служили буфером между голландцами и коренными американцами:8. На территории нынешнего Алфабет-Сити было несколько таких ферм:5:9.

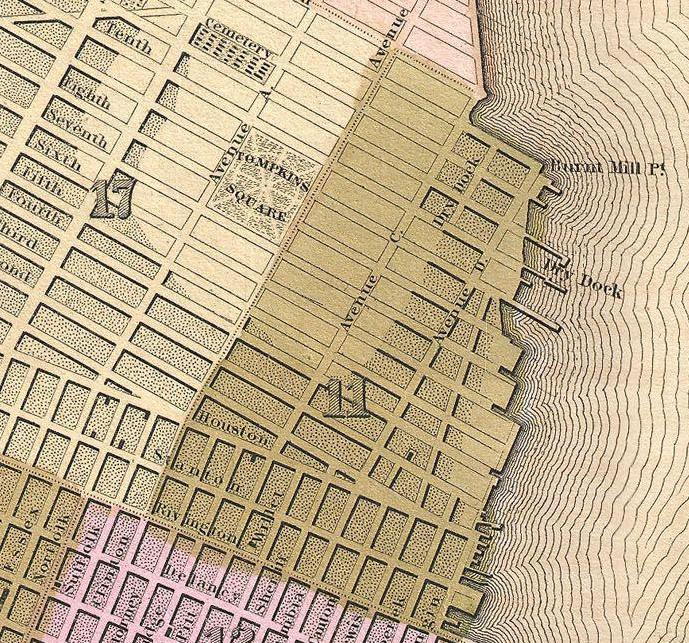
Район Нью-Йорка, который в будущем станет Алфабет-Сити, на карте 1839 года. Видны Томпкинс-сквер-парк и авеню с A по D

Многие из этих ферм к середине XVIII века стали богатыми усадьбами. Семьи Стайвесантов, Деланси и Ратгерсов завладели большей частью земель в Нижнем Ист-Сайде, включая участки, которые позже станут Алфабет-Сити:178–179. К концу XVIII века владельцы усадеб в Нижнем Манхэттене начали массово картографировать свои поместья в целях облегчения будущего развития уличной системы Нижнего Манхэттена:5:9. Поскольку каждый землевладелец проводил собственные замеры, получилось несколько разных уличных планов, которые не совпадали друг с другом. Несколько законов, принятых в 1790-х годах на уровне штата, предоставили Нью-Йорку возможность более свободно реализовывать планировку:6:10. Окончательный план, опубликованный в 1811 году, закрепил нынешнюю уличную сетку к северу от Хаустон-стрит:196. Проходящие с севера на юг авеню в Нижнем Ист-Сайде были проложены в 1810-х годах, а в 1820-х здесь были проложены улицы, следовавшие с востока на запад.

### XIX век
Воплощение генерального плана дало толчок расширению городской застройки на север:11. В течение некоторого времени часть Нижнего Ист-Сайда, которая сейчас является Алфабет-Сити, была одним из самых богатых жилых районов города. В начале 1830-х годов в Ист-Сайде и Нохо начали появляться рядные дома:11. В 1833 году риелторы Томас Дэвис и Артур Бронсон выкупили целый участок на 10-й улице между авеню A и B. Участок находился рядом с Томпкинс-сквер-парком, разбитым в том же году. Появление последнего не входило в первоначальный план: на это месте — между 7-й и 10-й улицами — должен был находиться рынок, но он так и не был построен:8.
К середине века многие зажиточные горожане переехали в расположенные к северу Верхний Вест-Сайд и Верхний Ист-Сайд:10. В южные же кварталы Манхэттена начали устремляться иммигранты из нынешних Ирландии, Германии и Австрии:15–16. Население округа Манхэттена, в который входила западная часть современного Алфабет-Сити, увеличилось вдвое с 18 000 человек в 1840 году до более 43 000 человек в 1850 году. К 1860 году этот показатель достиг отметки в 73 000 жителей, что сделало нейборхуд самым густонаселенным районом города того времени:15–16:29, 32. Из-за кризиса 1837 года темпы городской застройки снизились, поэтому иммигрантам не хватало жилых площадей. Это приводило к переполнению жилищ в Нижнем Манхэттене:15–16:746. Новым решением для того времени стало использование многоквартирных домов в Ист-Сайде:14–15. Застройщики редко принимали участие в управлении такими многоквартирными домами, заключая вместо этого субподрядные договора с домовладельцами (многие из которых были иммигрантами или их детьми):448–449, 788. Вплоть до введения регулирующего акта в 1867 году многие из таких домов строились размерами 25 на 25 футов (7,6 метров):17. Для борьбы с антисанитарными условиями в 1879 году был принят второй регулирующий акт, по которому в каждой комнате должны были быть окна. Это привело к появлению вентиляционных шахт между домами:21. Движения за реформы, начало одному из которых было положено книгой 1890 года фотографа и активиста Якоба Рииса «Как живёт другая половина», продолжали искать способы решения проблем этого нейборхуда с помощью программы сетлементов, таких как сетлемент на Генри-стрит, и агентств социального обеспечения и обслуживания:769–770.
Большинство местных иммигрантов были немецкоговорящими, поэтому современные Алфабет-Сити, Ист-Виллидж и Нижний Ист-Сайд в целом получили прозвище «Маленькая Германия»:29:745. В те времена район занимал третье место в мире по численности немецкого населения после Вены и Берлина. Район стал первым иноязычным иммигрантским анклавом в Америке; здесь возникли сотни политических и общественных объединений, спортивных и развлекательных клубов:745. В районе было построено множество церквей, многие из которых сохранились до сих пор:21. Кроме того, Маленькая Германия также имела свою собственную библиотеку на Второй авеню в соседнем Ист-Виллидже. Ныне она является филиалом Нью-Йоркской публичной библиотеки. Население общины значительно сократилось после того как 15 июня 1904 года затонул пароход «Генерал Слокам», в результате чего погибло свыше тысячи немецкоговорящих американцев.

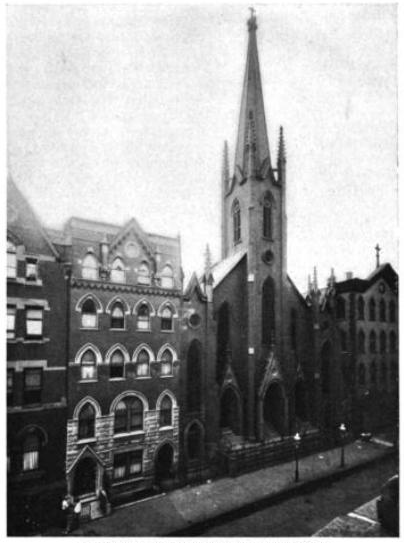
Немецкая римско-католическая церковь святого Николая[англ.] 1848 года постройки
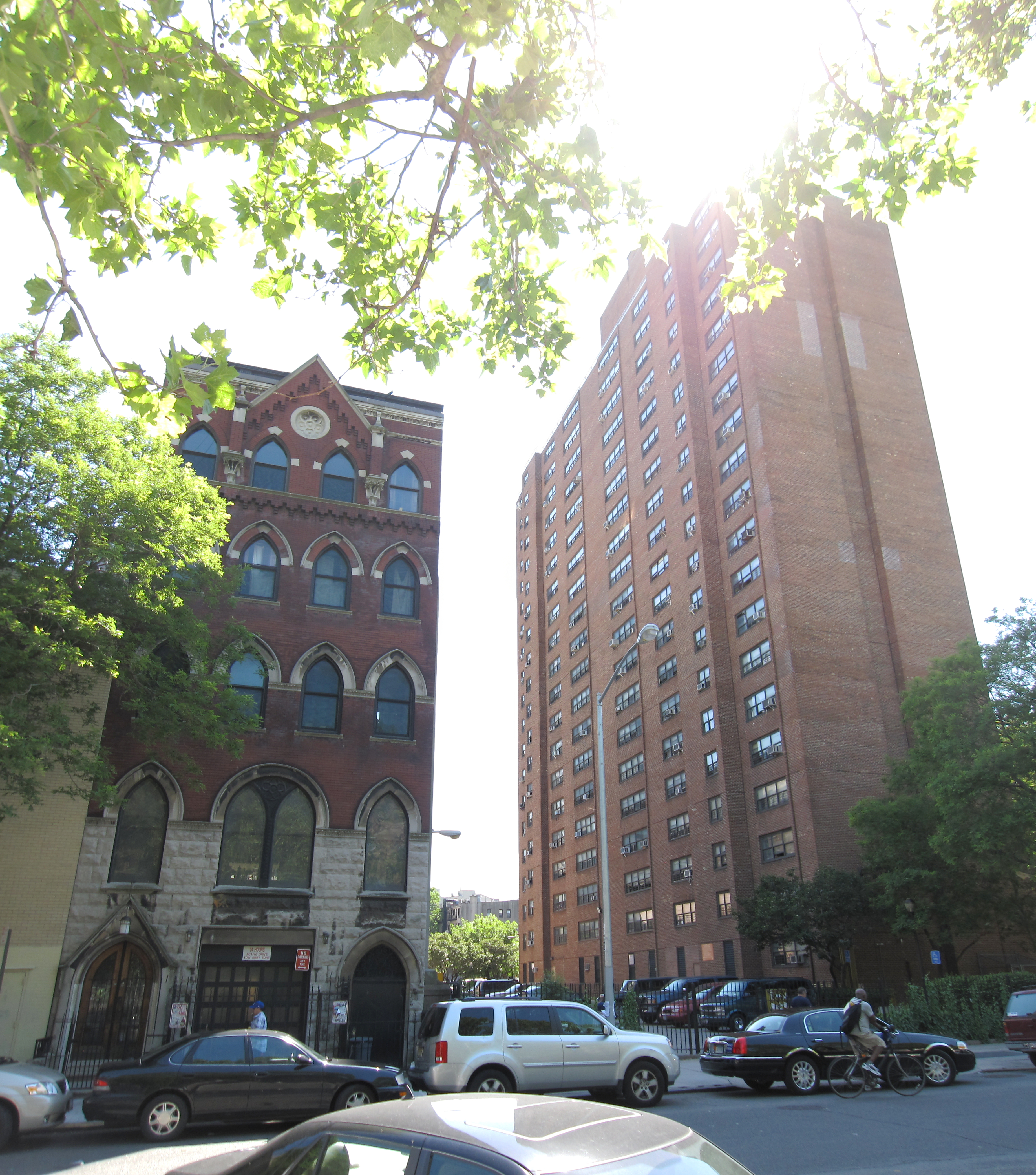
… в 1960 году была снесена, и на её месте разбили парковку (остался только приходской флигель слева)

На место немцев, ушедших из района, пришли иммигранты разных национальностей:22. Среди них были итальянцы и восточноевропейские евреи, а также греки, венгры, поляки, румыны, русские, словаки и украинцы. Представители каждой национальности поселиться в относительно однородных этнических анклавах:769–770. В книге «Как живёт другая половина» Риис писал, что «карта города, раскрашенная по национальностям, будет иметь больше полос, чем у зебры, и больше цветов, чем у любой радуги»:20. Одной из первых этнических групп, заселивших бывшую Маленькую Германию, стали говорящие на идише евреи-ашкеназы. Сначала они заселялись к югу от Хаустон-стрит, а затем переместились на север:23.

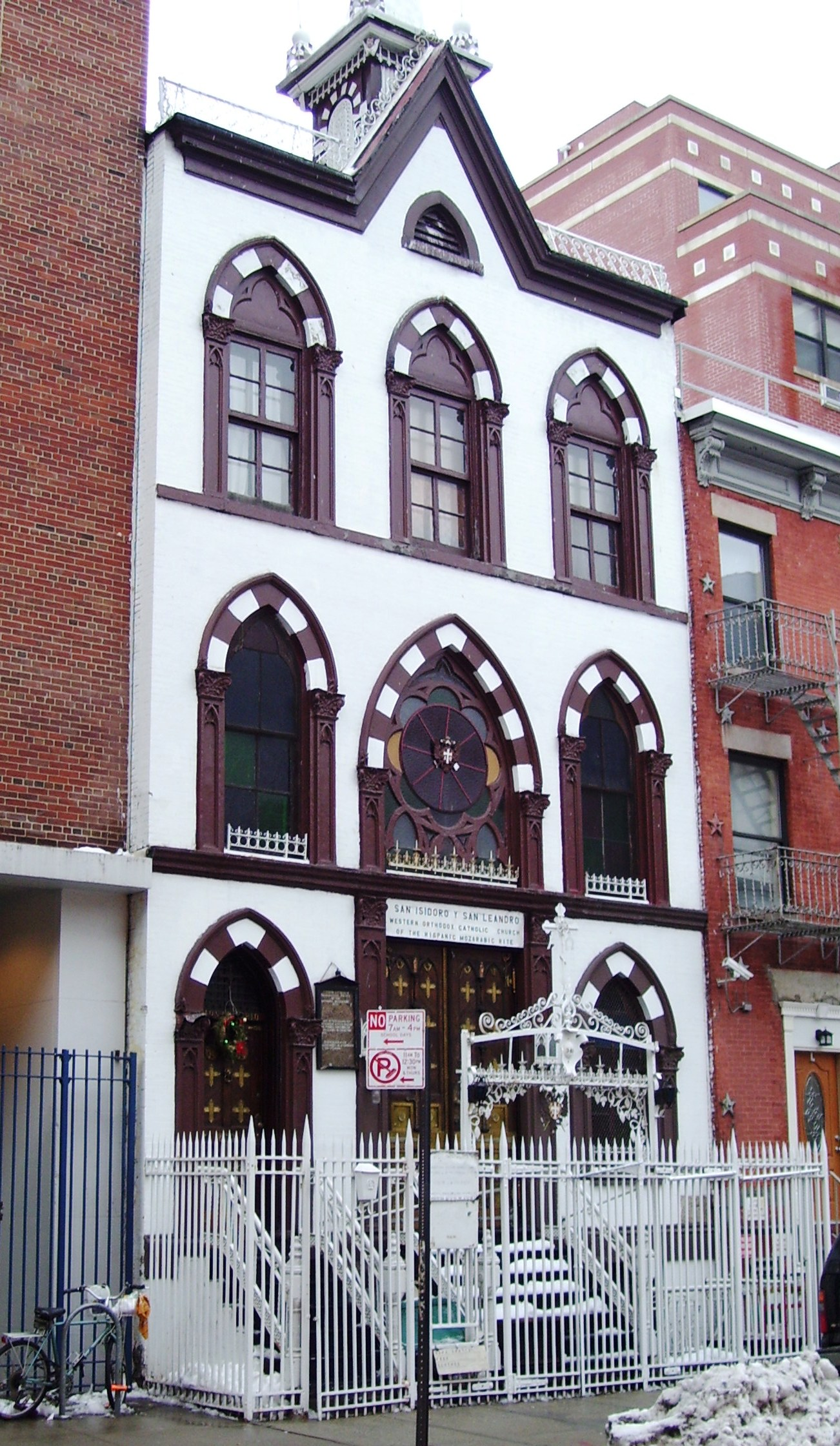
Православная церковь святого Исидора и святого Леандра мосарабского обряда 1915 года, изначально построенная как римско-католическая церковь святой Елизаветы Венгерской

Поляки-католики, а также венгры-протестанты также оказали значительное влияние на Ист-Сайд, построив на рубеже XX века молельные дома на 7-й улице:24–25. К 1890-м годам многоквартирные дома начали строиться в изящных стилях королевы Анны и романского возрождения. Хотя многоквартирные дома, построенные в конце того десятилетия, были выполнены в стиле неоренессанса:26–27. В то время этот район все чаще определялся как часть Нижнего Ист-Сайда.

### XX век
Закон штата 1901 года о многоквартирных домах коренным образом изменил требования, которым должны были соответствовать жилые здания в Ист-Сайде:29–30. В те же годы в Ист-Сайде на Второй авеню возник идишский театральный квартал или «идиш-риальто». Здесь было много театров и других развлечений для еврейских иммигрантов. К началу Первой мировой войны в театрах района за вечер проходило от 20 до 30 спектаклей. После Второй мировой войны идишский театр стал терять свою популярность и к середине 1950-х годов в нейборхуде оставались считанные еврейские театры.
В 1935-36 годах на южной стороне Восточной 3-й улицы между Первой авеню и авеню A и на западной стороне авеню А между Восточной 2-й и Восточной 3-й улицами был построен жилой комплекс Ферст-Хаусес. Он стал первым проектом социального жилья в США:769–770:1. Нейборхуд изначально заканчивался у Ист-Ривер, к востоку от того места, где позже была проложена авеню D. В середине XX века береговая линия была расширена, и вдоль побережья была проложена магистраль ФДР.
К середине века из этнических анклавов иммигрантов первой волны остались только польский и украинский. Представители же других национальностей ушли из нейборхуда, а их бывшие общинные церкви были преобразованы большей частью в православные соборы:36. В то же время в Ист-Сайд начали переезжать латиноамериканские иммигранты. Они селились в восточной части района, создав там анклав, который позже стал известен под названием Лоуисайда:37.
Население Ист-Сайда пошло на убыль с началом Великой депрессии в 1930-х годах в связи с введением закона об иммиграции 1924 года и расширением Нью-Йоркского метро в отдалённые части города:33. Множество многоквартирных домов первой очереди в середине XX века были снесены:34.

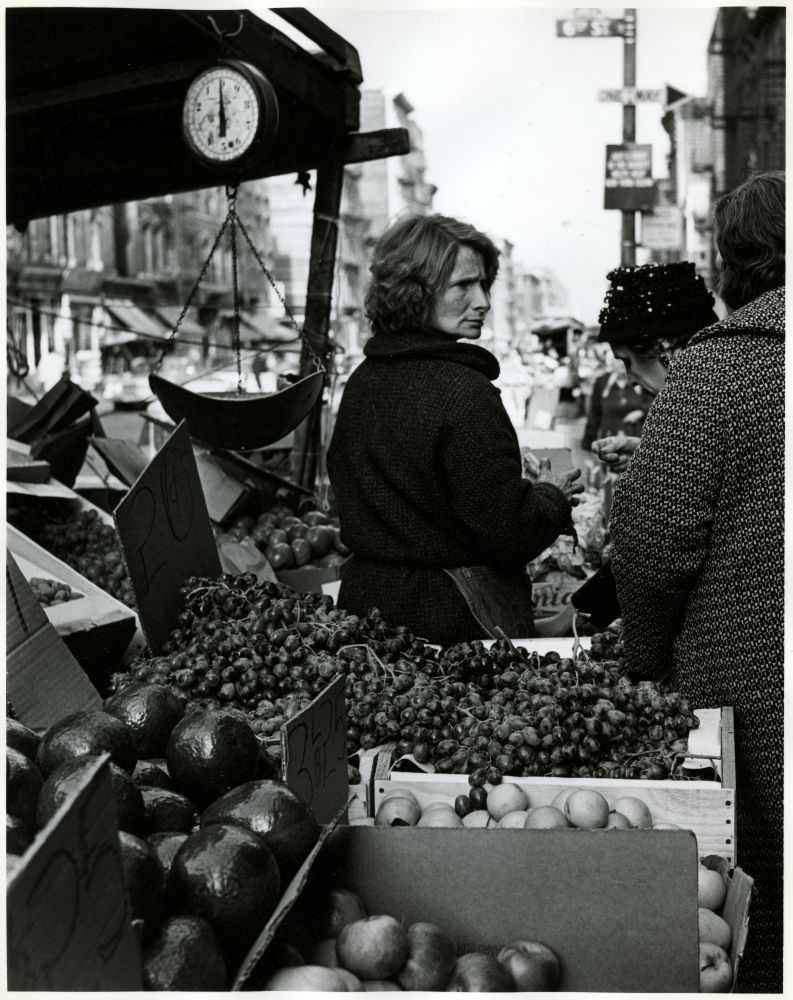
Местная жительница, запечатлённая уличным фотографом Джоуэрс, Джеймс, 1965 год

До середины XX века нейборхуд считался всего лишь северной частью Нижнего Ист-Сайда со схожей иммигрантской культурой рабочих классов. В 1950-60-х годах вслед за пришествием сюда битников в нейборхуд последовали хиппи, музыканты, писатели и художники. Многие из них переехали из стремительно облагораживавшегося и от этого дорожавшего Гринвич-Виллиджа:35:254. Среди первых переехавших оттуда были писатели Аллен Гинзберг, Устен Хью Оден и Норман Мейлер, которые поселились в нейборхуде в 1951-53 годах:258. Примерно в то же время на 10-й улице был открыт ряд художественных галерей:35. В 1955 году в нейборхуде была проложена надземная железная дорога, которая прошла над Третьей авеню и Бауэри:35. Это сделало район более привлекательным для жилья, и уже в 1960 году The New York Times писала, что «этот район постепенно становится продолжением Гринвич-Виллиджа ⟨…⟩, тем самым расширяя богему Нью-Йорка от реки до реки».:35 Район стал центром контркультуры в Нью-Йорке, и был местом рождения многих направлений в искусстве, включая панк-рок и литературное направление ньюйорикан.
К 1970-80-м годам город в целом находился в упадке и приближался к состоянию банкротства, особенно после бюджетного кризиса 1975 года:37. Жилые дома в Алафбет-Сити и Ист-Виллидже пострадали от отсутствия должного обслуживания со стороны владельцев:191–194. Многие из этих зданий были выкуплены городом, средств на их содержание в казне Нью-Йорка также не хватало:37. В то же время, музыкальная и художественная жизнь била ключом. К 1970-м годам в нейборхуде открылись танцевальные залы для геев и панк-рок-клубы:38. Среди них — ночной клуб Пирамид, который открылся в 1979 году на авеню А, 101. В нём выступали такие музыкальные группы, как Nirvana и Red Hot Chili Peppers, а также дрэг-квин Ру Пол и Энн Магнусон:38.

#### Джентрификация

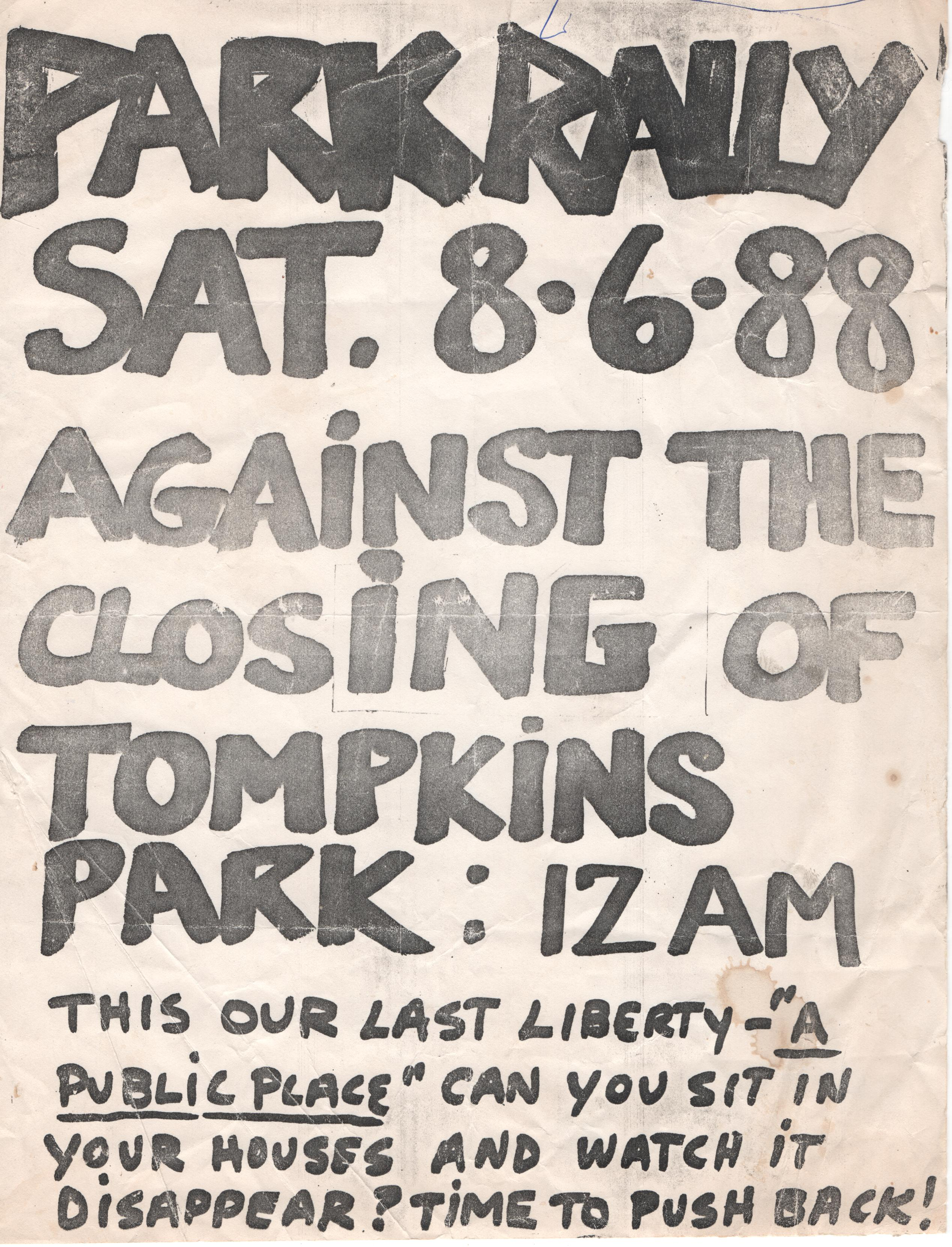
Листовка с призывом на митинг против закрытия Томпкинс-сквер-парка: «Это наша последняя свобода — „общественное место“. Вы можете сидеть дома и наблюдать, как оно исчезает? Пора дать отпор!»

В 1970-е годы стоимость аренды жилья в нейборхуде была чрезвычайно низкой, и многие вовсе обходили его стороной. Однако в 1983 году Times сообщила, что из-за наплыва художников многие заведения и иммигранты были вынуждены покинуть район из-за повышения арендной платы. Уже на следующий год молодые специалисты и профессионалы составляли основу населения района. Несмотря на это, преступления здесь по-прежнему не были редкостью; так, в Томпкинс-сквер-парке открыто заключались продавались наркотики.
Социальная напряженность, вызванная джентрификацией, привела в 1988 году к беспорядкам в Томпкинс-сквер-парке. Их спровоцировало предложение городских властей ввести в парке комендантский час, направленный на борьбу с засильем в нём бездомных. Беспорядки несколько замедлили процесс джентрификации, поскольку из-за них снизились цены на недвижимость. Однако к концу XX века они возобновили стремительный рост. Около половины магазинов Алфабет-Сити открылись в течение десятилетия после беспорядков, в то время как уровень свободных торговых площадей за этот период упал с 20 % до 3 %.

## Достопримечательности
Местные общественные группы, такие как Сообщество Гринвич-Виллидж по защите исторического наследия, активно работают над предоставлением местным зданиям статуса достопримечательностей, сохраняя и защищая тем самым архитектурную и культурную самобытность нейборхуда. В начале 2011 года комиссия Нью-Йорка по сохранению достопримечательностей предложила наделить статусом небольшой участок вдоль 10-й улицы, расположенные к северу от Томпкинс-сквер-парка. Уже в январе 2012 года этот район получил статус городской достопримечательности.
В 2012 году на авеню C в здании, известном как C-Squat, открылся Музей освоенного городского пространства. В нём представлена история массовых движений в Ист-Виллидже; также музей организует пешеходные экскурсии по общественным садам и местам стихийного заселения.

Некоторые из зданий в статусе достопримечательностей
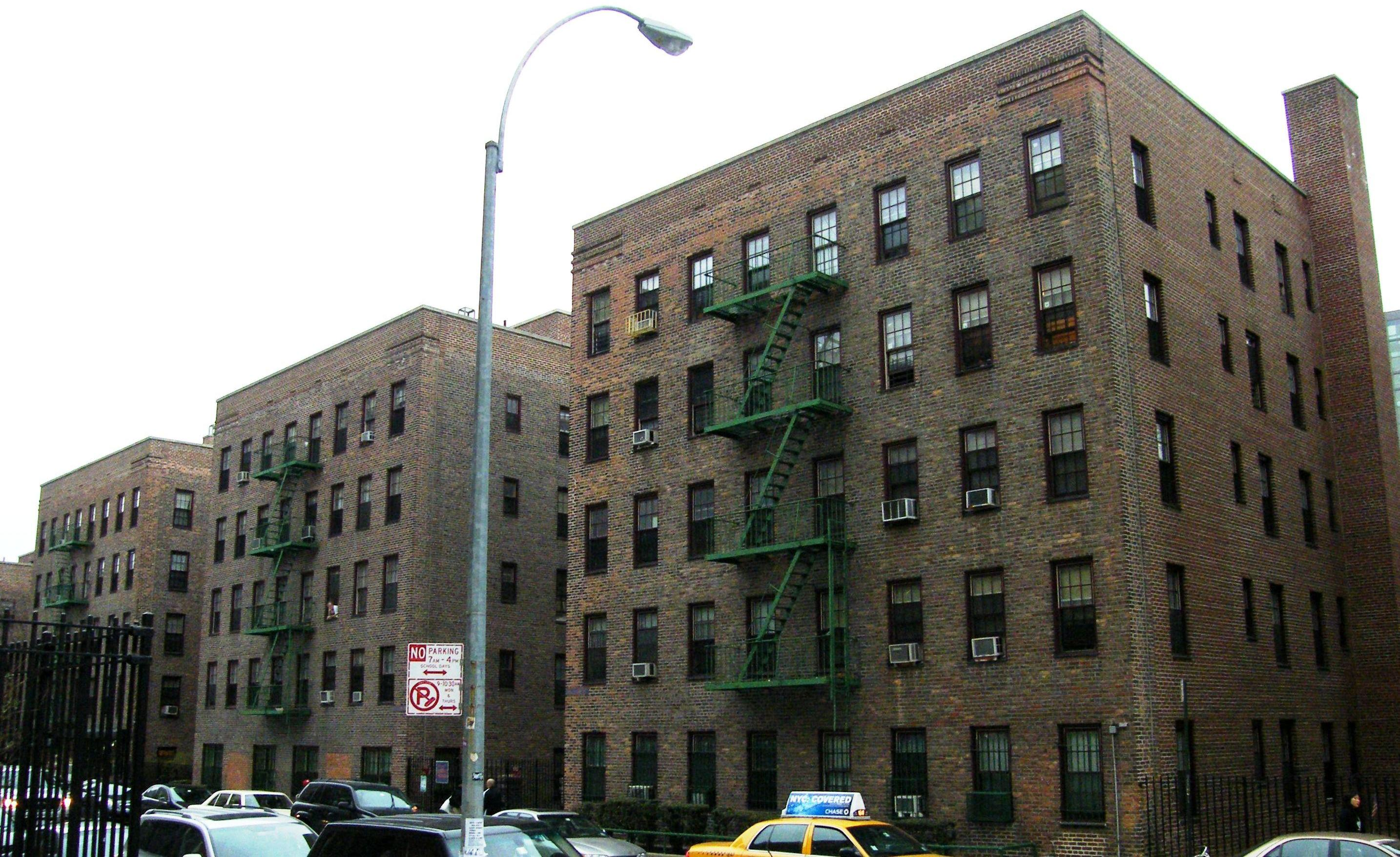
Жилой комплекс Ферст-Хаусес
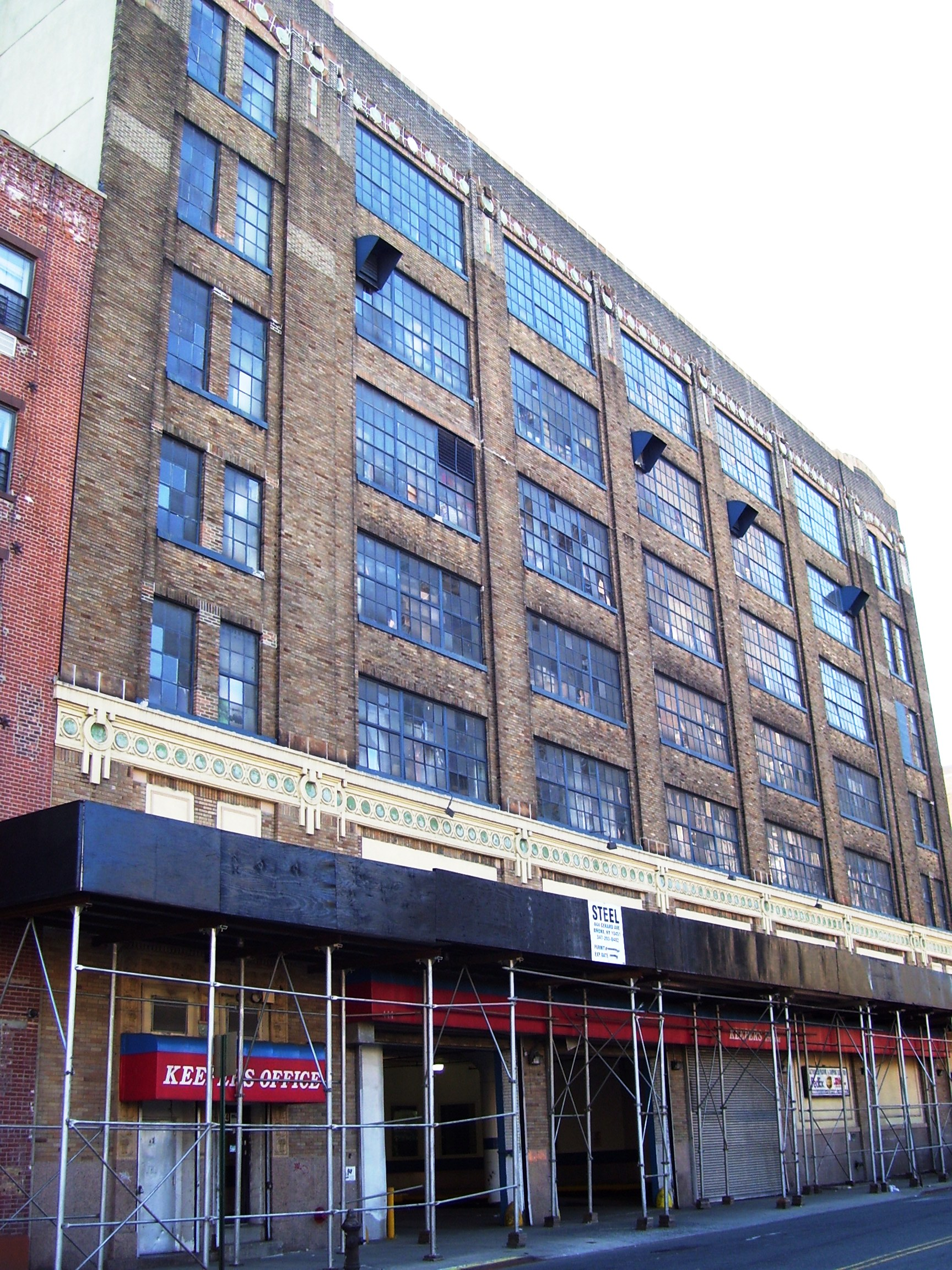
Уитсуэрт-Бейкери-билдинг
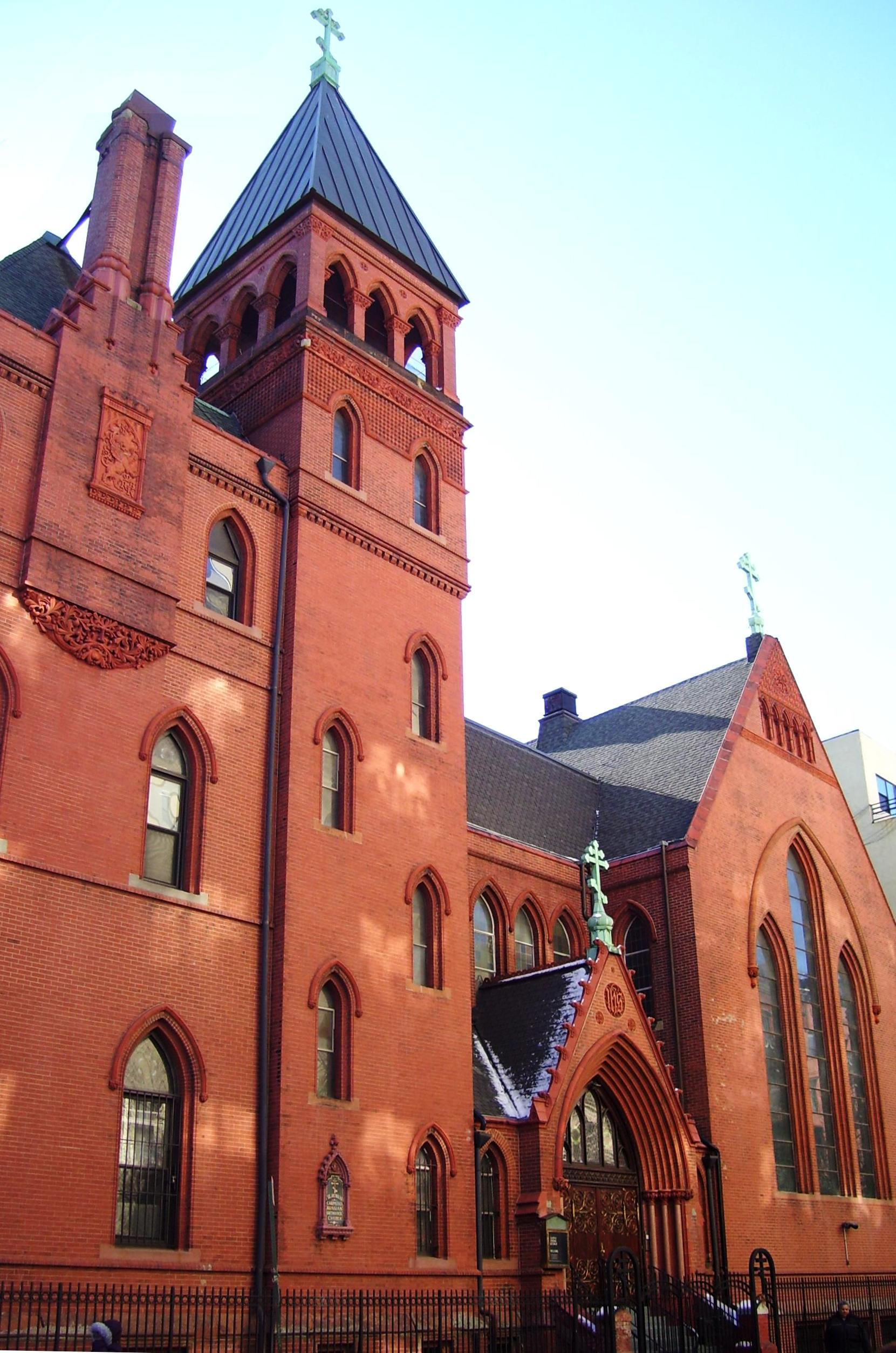
Церковь святого Николая Мирликийского
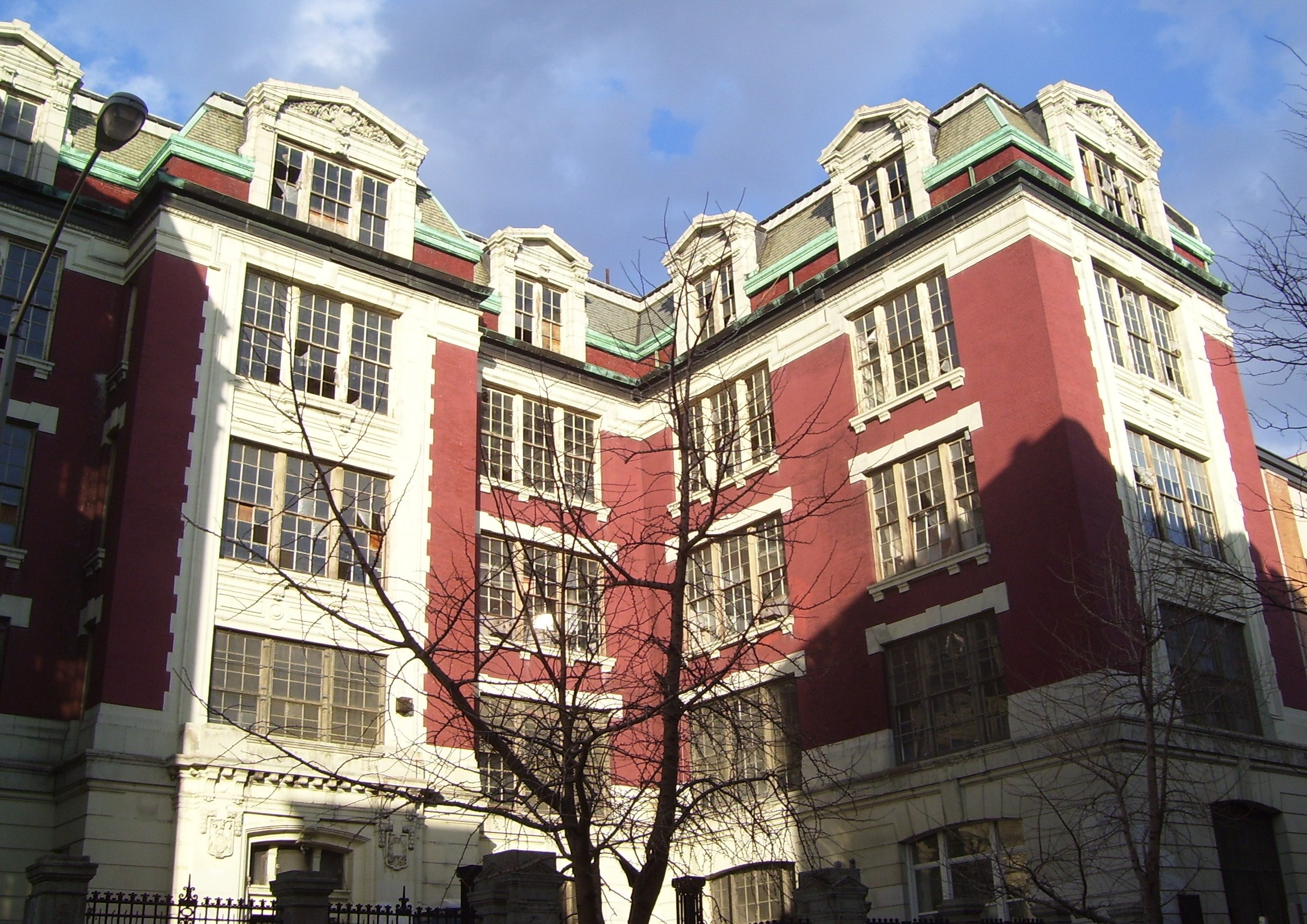
Общественная школа №64
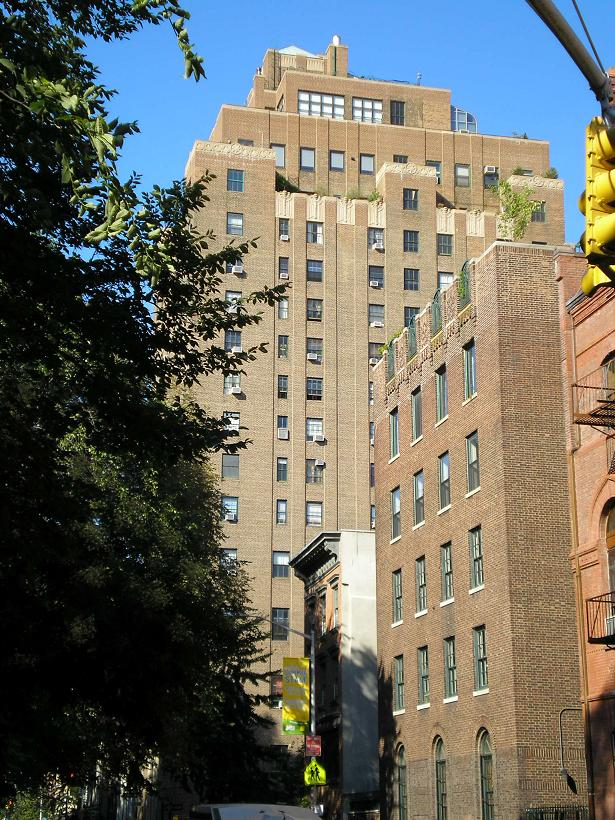
Кристодора-Хаус

Одной из культурных доминант нейборхуда является Томпкинс-сквер-парк. Созданный в 1834 году, сейчас он занимает площадь около 4 га. Со временем он стал ядром иммигрантского поселения. В 1990-е годы Томпкинс-сквер-парк подвергся кардинальной джентрификации:1323.

Томпкинс-сквер-парк в феврале 2008 года
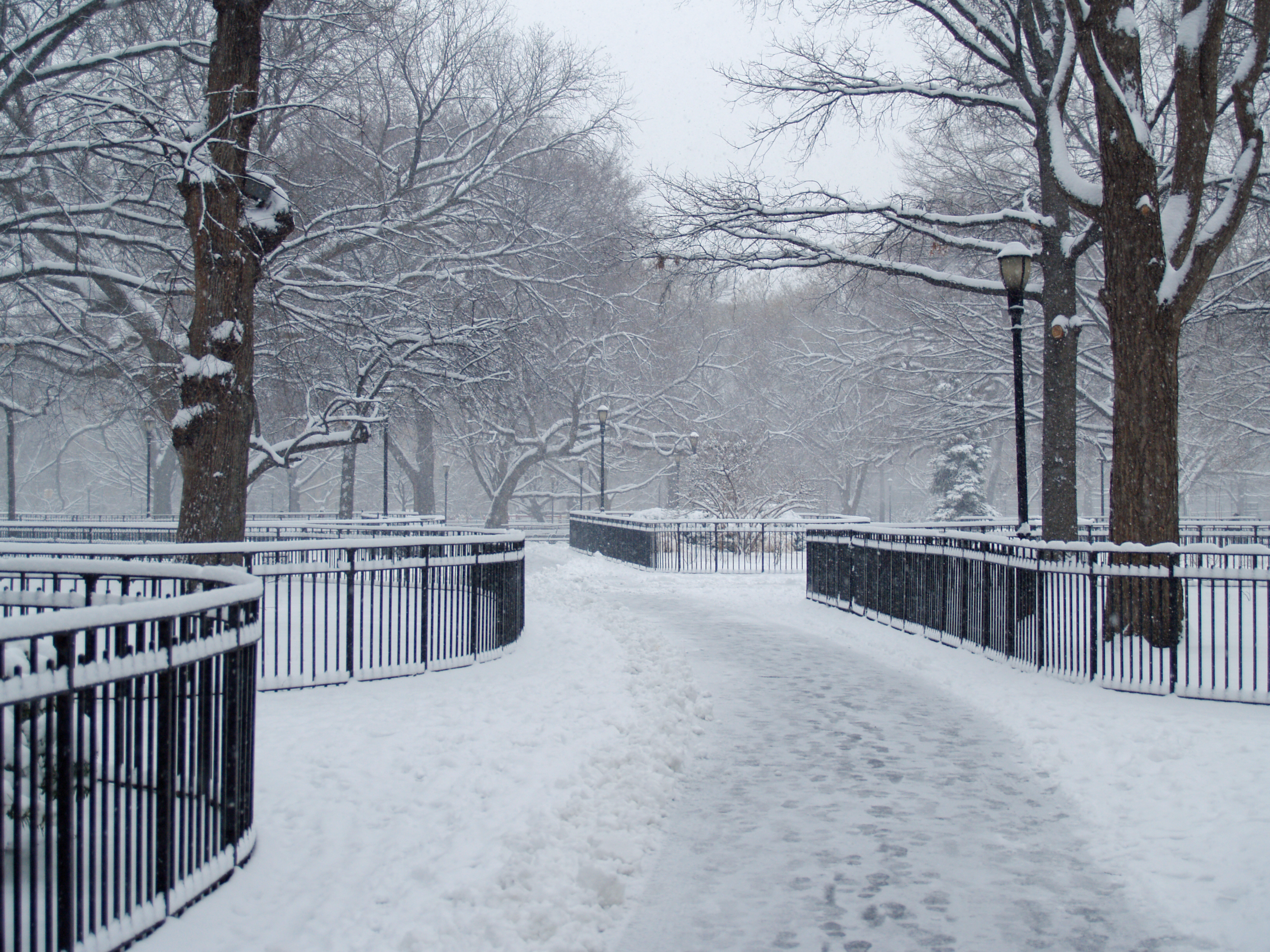

Ещё одно заметное место Алфабет-Сити — Ньюйориканское поэтическое кафе — арт-пространство, открывшее свои двери в 1975 году. Оно было основано представителями культуры пуэрто-риканской общины :949. Среди популярных на площадке жанров — поэтический слэм, ярким представителем которого является исполнитель Сол Уильямс.

Ньюйориканское поэтическое кафе
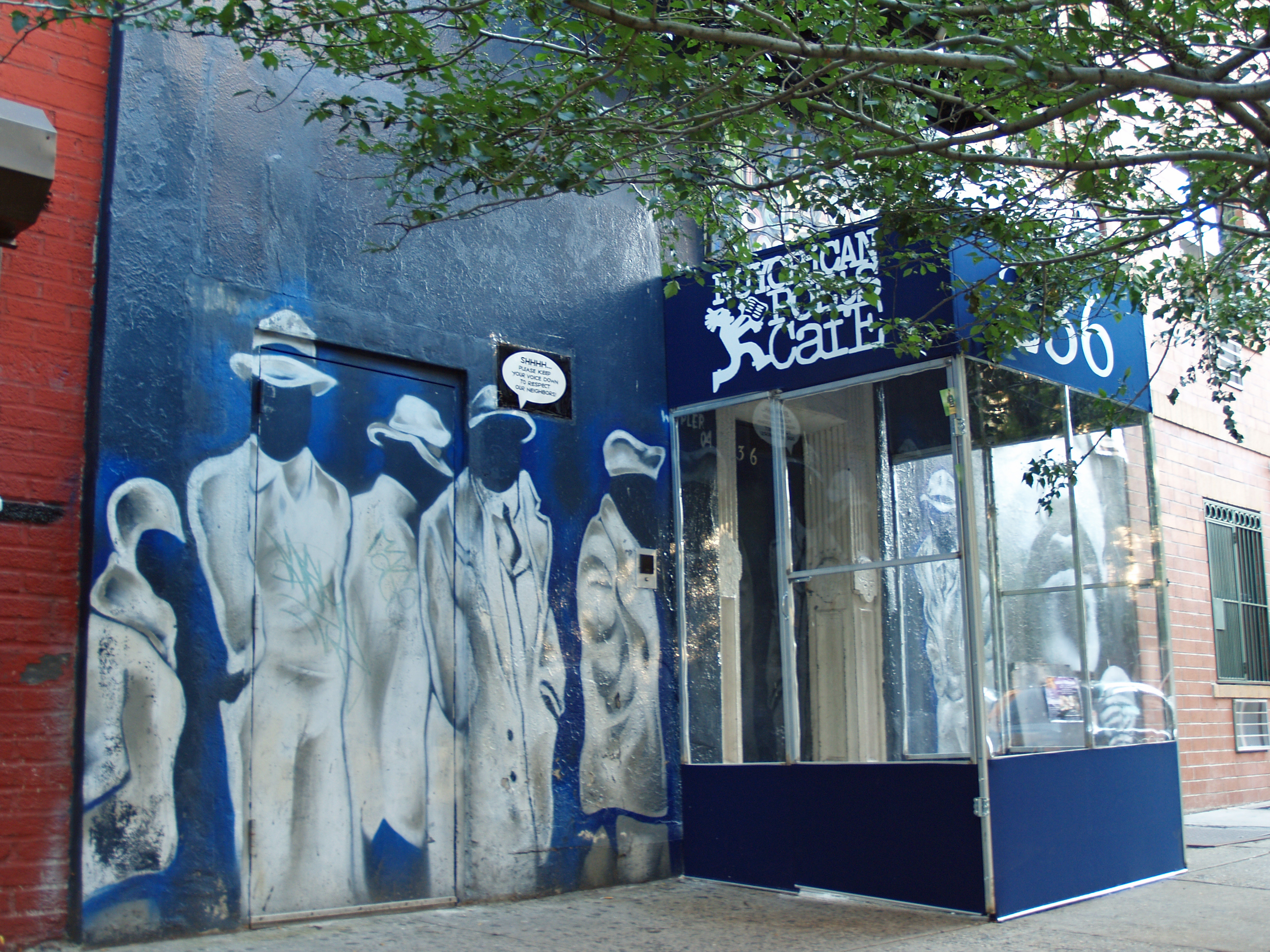
Вход
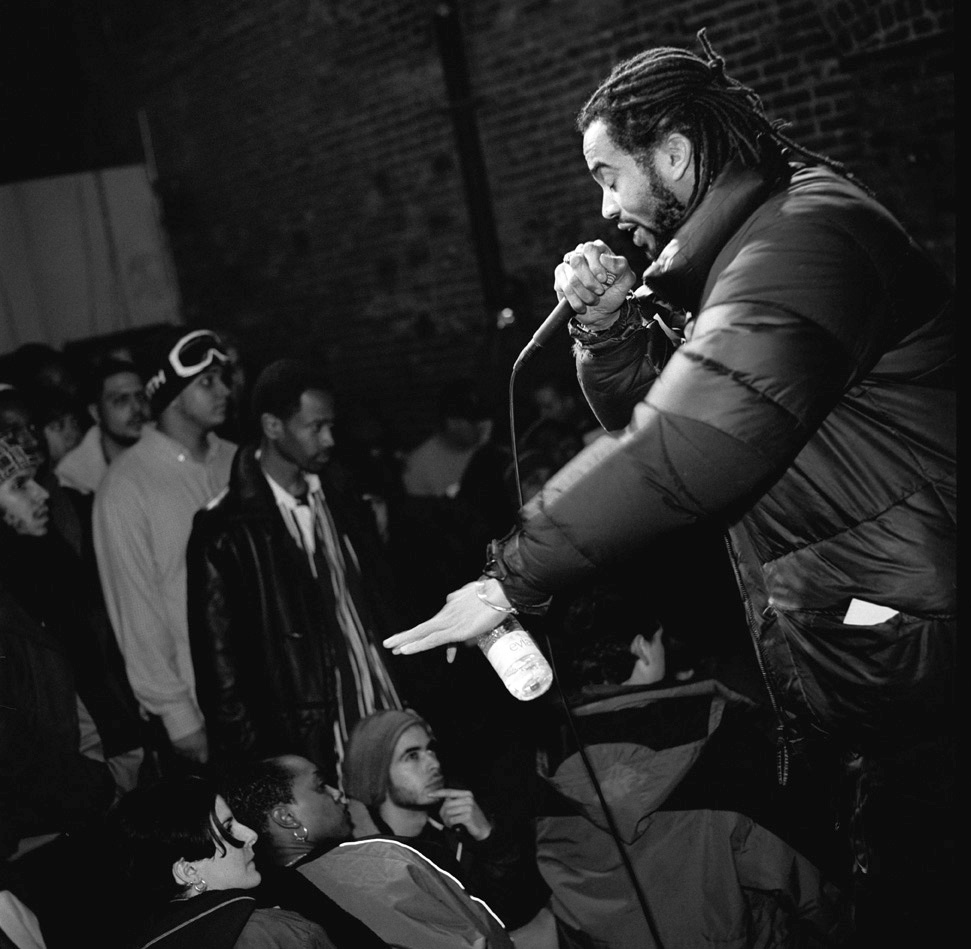
Исполнитель хип-хопа в 1998 году

## Население
По данным на 2016 год, население Алфабет-Сити составляло 63 347 человек. Нейборхуд занимает площадь чуть менее 2 км², соответственно, плотность населения составляет около 31,6 тысяч чел./км². Расовый состав нейборхуда был представлен 46,1 % (36 211) белых, 19,9 % (15 611) латиноамериканцев, 11,1 % (8720) азиатов, 10,5 % (8269) представителей других рас, 7,3 % (5738) афроамериканцев, 2,9 % (2262) представителей двух и более рас, 1,2 % (954) коренных американцев и 1,0 % (795) жителей тихоокеанских островов.
По данным на 2017 год медианный доход на домохозяйство составлял около $74 265, что примерно на четверть выше среднего значения по Нью-Йорку.
В Алфабет-Сити насчитывается 4 общественные школы.

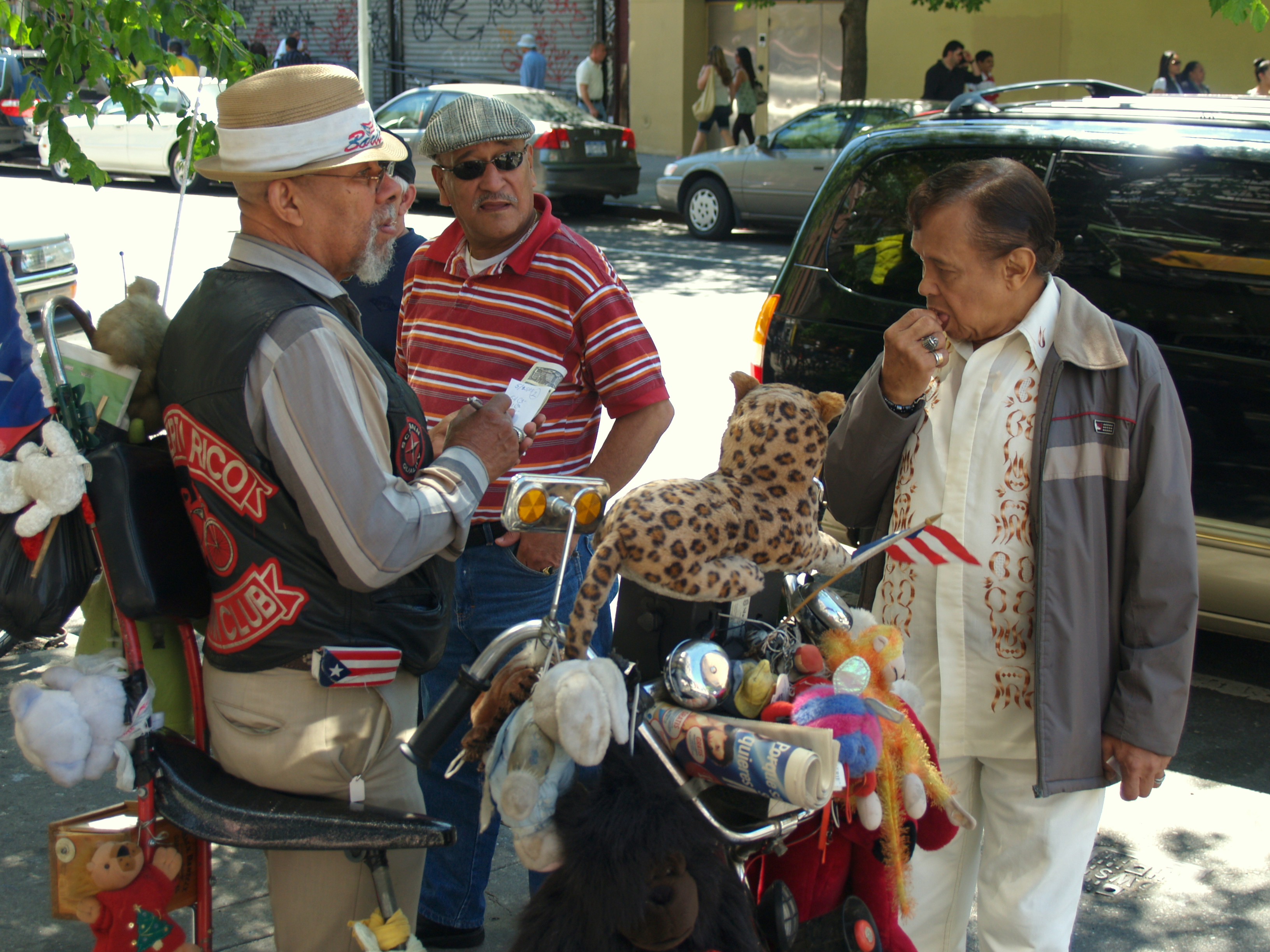
Пуэрториканцы в Лоуисайде
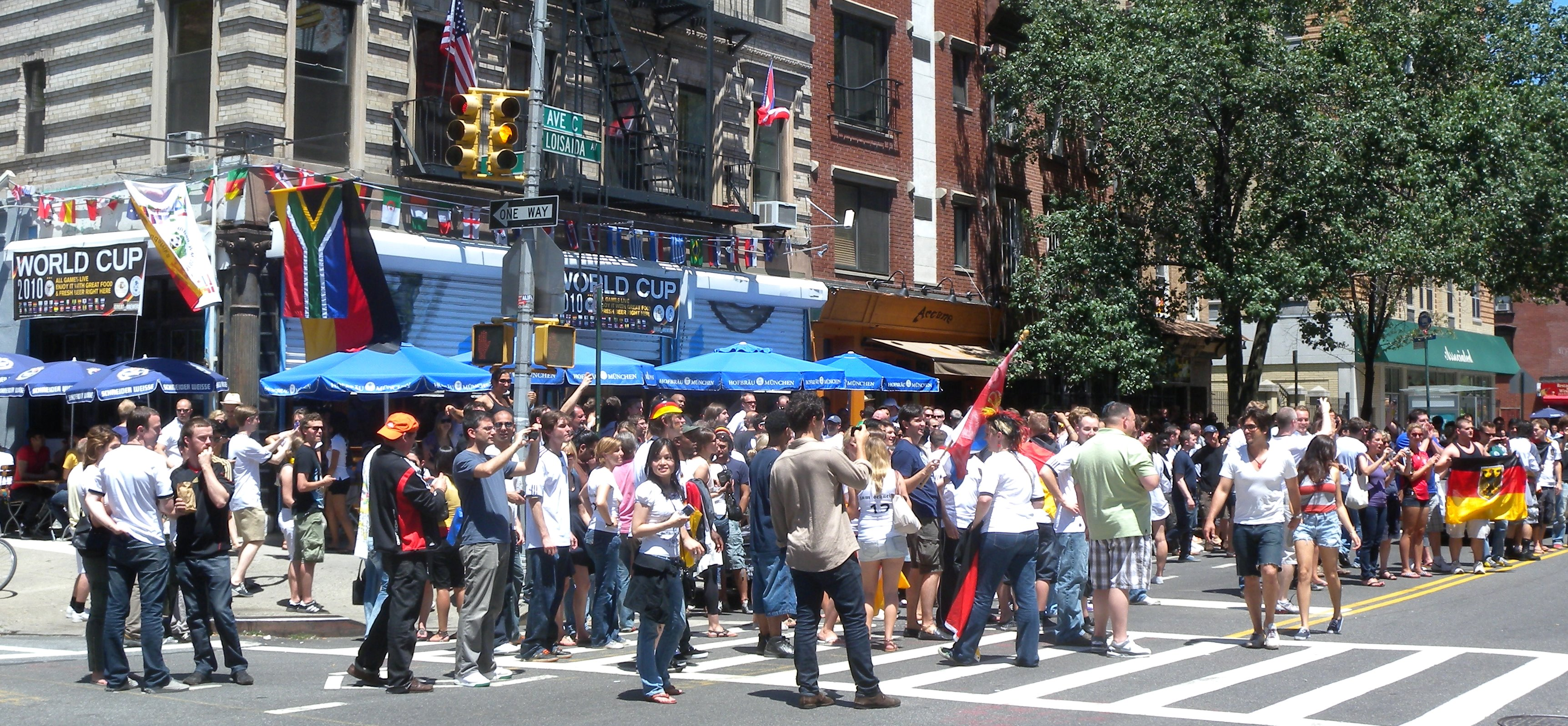
Представители немецкой общины отмечают победу сборной Германии в четвертьфинале чемпионата мира по футболу в 2010 году

## Экономика

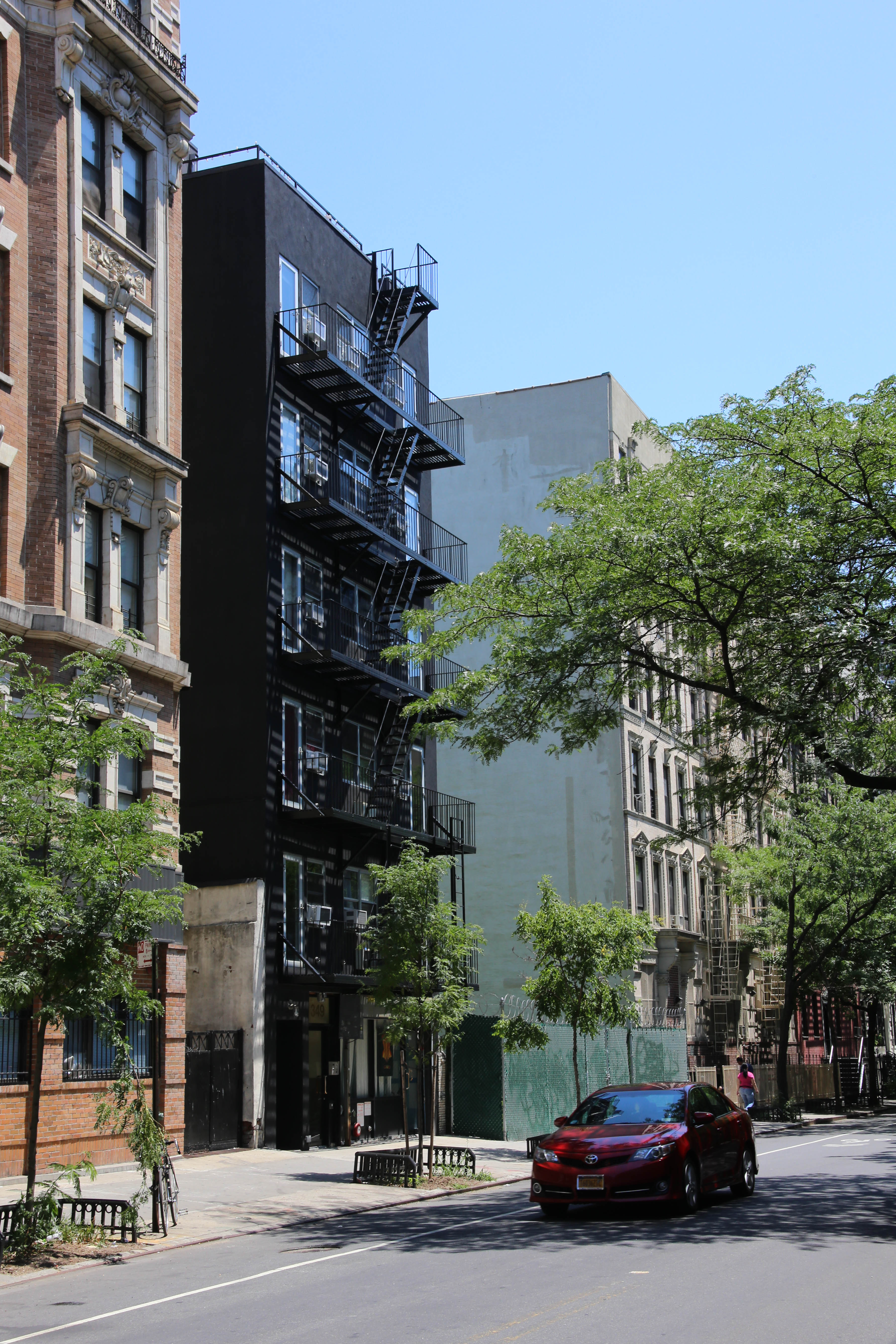
Старая и новая архитектура органично переплетены в нейборхуде

Основным экономическим драйвером нейборхуда является его активная джентрификация. С её началом цены на недвижимость значительно выросли. Так, в 1992 году пятикомнатную квартиру можно было купить за $ 140 000. Однако в 2017 году такая же жилая площадь стоила около $ 2 миллионов, подорожав тем самым более чем в 8 раз с учётом инфляции.
Основная часть жилого фонда представлена застройкой ещё XIX и начала XX века с вкраплениями новых домов. В качестве примеров последних можно выделить Флауэрбокс-билдинг (англ. Flowerbox Building) 2008 года постройки; двухэтажный жилой комплекс на 160 квартир по адресу Восточная 14-я улица, 500; семиэтажный кирпичный многоквартирный дом класса люкс Стайнер-Ист-Виллидж (англ. Steiner East Village). В ходе той же джентрификации во многие заброшенные в 1970-е года здания вернулись жильцы, которые провели реставрацию домов в том числе с помощью городских служб или церковных фондов.
Предприятия общественного питания Алфабет-Сити предлагают блюда на любой вкус: от тайской и японской кухонь до мексиканских закусок и сербских национальных блюд.
По состоянию на 2018 году в Алфабет-Сити (совместно с соседним Ист-Виллиджем) находились розничные торговые точки 27 крупнейших ритейлеров США.

## Преступность
Алфабет-Сити входит в зону ответственности 9-го участка Департамента полиции Нью-Йорка, расположенного по адресу Восточная 5-я улица, 321. По данным на 2010 год 9-й участок занимал 58-е место из 69 по уровню преступности на душу населения.
В 9-м участке уровень преступности снизился по сравнению с 1990-ми годами: количество преступлений всех категорий уменьшилось на 78,3 % в период с 1990 по 2018 год. В 2018 году участок сообщил о 0 убийствах, 40 изнасилованиях, 85 ограблениях, 149 нападениях с отягчающими обстоятельствами, 161 краже со взломом, 835 кражах в крупном размере и 32 угонах автомобилей.

## Пожарная охрана

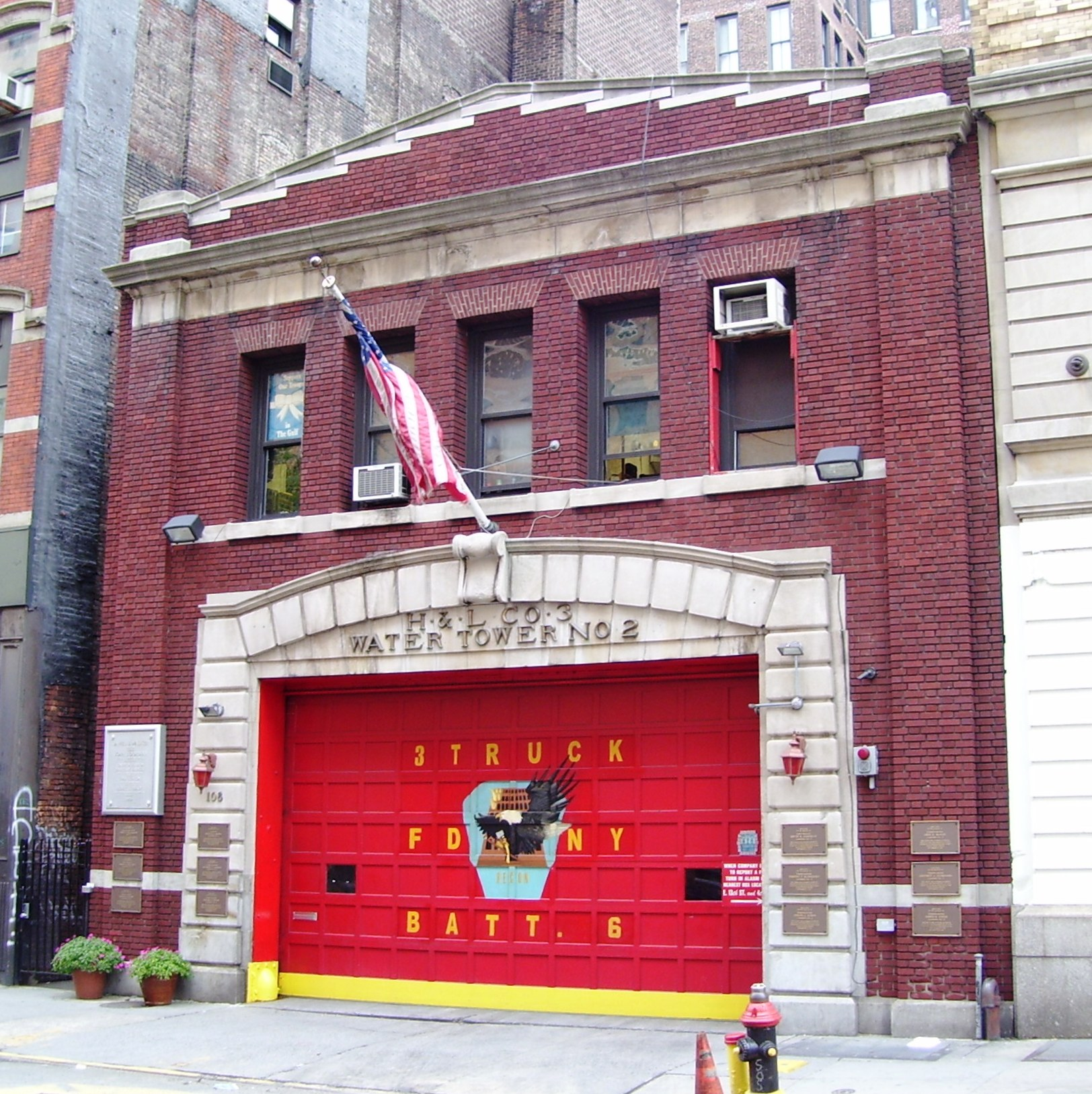
Экипаж 3 / Батальон 6

Алфабет-Сити обслуживается двумя депо Пожарного департамента Нью-Йорка (FDNY):
- Экипаж 3 / Батальон 6 — Восточная 13-я улица, 103[55]
- Пожарный расчёт 28 / Экипаж 11 — Восточная 2-я улица, 222[56]

## Транспорт
Непосредственно в нейборхуде нет станций метро. Ближайшие станции находятся в соседних Нижнем Ист-Сайде (Вторая Авеню ) и Ист-Виллидже (Первая авеню ).
Алфабет-Сити обслуживается автобусными маршрутами M8, M9, M14A SBS и M14D SBS.
По состоянию на 2020 год среди главных улиц нейборхуда, оборудованных велодорожками, были 23-я улица и авеню A и C.